# Isobara

Isobaras trazadas en un mapa.

Una isobara (aunque menos recomendable, también: isóbara) es una isógrama de presión, es decir, una curva de igual o constante presión en un gráfico, trazado o mapa que sirve para ver con precisión los mapas del tiempo. Salvo posibles casos especiales, las isobaras se refieren exclusivamente a líneas que unen en un mapa los puntos de igual presión atmosférica, que se mide en bares, por lo que constituye un término meteorológico. Las isobaras de un mapa meteorológico sirven para dar información acerca de la fuerza del viento y la dirección de este en una zona determinada. 
Las isóbaras se suelen medir en intervalos de 4 milibares, considerando que 1013 milibares o hectopascales (29.92 pulgadas de Hg) representan una presión normal, mientras que presiones mayores o menores se dicen altas o bajas. Isobaras están relacionadas con la descripción o concepto matemático de curvas de nivel o líneas de contorno (isolinea) de un campo escalar de presión estática P barométrica atmosférica (P(x,y)) censado por toma estática de sistema instrumento pitot-estático y por tomas estáticas independientes del avión en, por ejemplo, inHg como unidad de presión.

Donde isobaras son vistas de perfil lateral pues son usadas para determinar el FL nivel de vuelo con QNH en aeronavegación IFR, para mostrar que la altitud de la isobara (censada por error altimetrico como altitud indicada del avión por el indicador altimetrico) no es igual a la altitud respecto del nivel del mar MSL (altitud verdadera)

## Otras líneas asociadas
En meteorología una alobaras (iso-alobaras, isallobars) es una curva que delimita un área de cambio de presión atmosférica (durante un periodo de intervalo de tiempo dado constante). Se llama analobara cuando el cambio es positivo y catalobara cuando es negativo.